# Sigigen
Sigigen (schweizerdeutsch Sigige) ist eine Ortschaft, die zur Gemeinde Ruswil im Schweizer Kanton Luzern gehört.

## Geografie
Sigigen ist eine Streusiedlung mit eigener Kirche und einem Primarschulhaus, die von Wiesen und Ackerland umgeben ist. Gemeinhin gelten die Höfe Berge im Norden, Grabe im Südosten und  Farnere im Südwesten als ungeschriebene Abgrenzung zu Ruswil, dem Holz und Werthenstein. Zu den natürlichen topografischen Begrenzungen zählen ausserdem der Ämmeberg im Süden des Gemeindegebiets, der Sigigerwald im Osten und der Schächbelerwald im Westen. Der höchste Punkt der Gemeinde Ruswil liegt in Sigigen nahe den Gehöften Graubaum und Tschepperslehn auf 856 m ü. M. In der Nähe dieses Punktes entspringt der Heiterbach, welcher über den Bielbach nach Südwesten abfliesst und bei Werthenstein in die Kleine Emme mündet.

## Brauchtum
Die nach dem Ziberlibaum (Wildpflaume) benannte «Zieberlizunft» stellt den traditionellen Zieberlischnaps her.